# تغییر واحد پول کرواسی به یورو
[[File:Eurozone participation.svg|thumb|301px|مشارکت منطقه یورو

{{defn|

]]

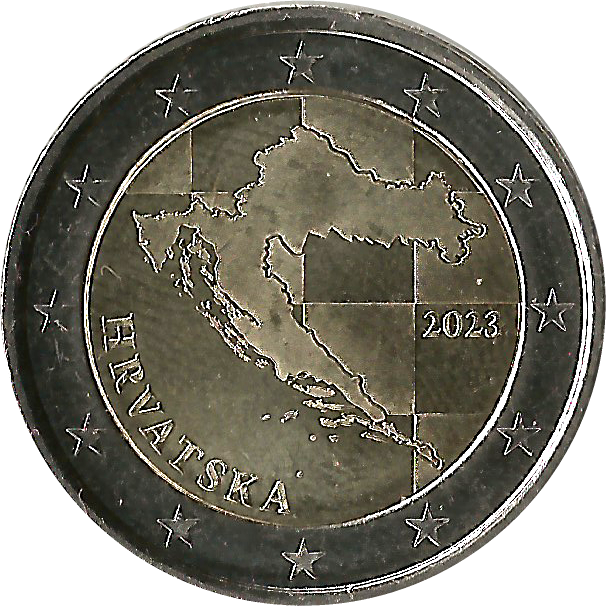
سکه ۲ یورویی کرواسی با درج نقشه این کشور بر روی سکه

تغییر واحد پول کرواسی از کونا به یورو در ۱ ژانویه ۲۰۲۳ انجام شد و کرواسی یورو را به عنوان واحد پول خود پذیرفت. پیشتر کمیسیون اتحادیه اروپا با اضافه شدن کرواسی به منطقه یورو موافقت کرده بود. کرواسی بیستمین کشوری است که عضو منطقه یورو می‌شود. آخرین بار لیتوانی در سال ۲۰۱۵ به این حوزه پیوسته بود. نرخ تبدیل ثابت هر یورو معادل ۷٫۵۳۴۵۰ کونای کرواسی تعیین شد.
کرواسی از زمان ایجاد این کشور در ۱۹۹۴ بر اساس واحد پول قبلی خود کونا، به عنوان مرجع اصلی از یورو (و قبل از یورو، از مارک آلمان یا دویچه مارک) استفاده می‌کرد و سیاست دیرینه بانک ملی کرواسی این بود که نرخ مبادله کونا با یورو در محدوده نسبتاً ثابتی باقی بماند.
عضویت کرواسی در اتحادیه اروپا این کشور را موظف کرد تا پس از تحقق معیارهای همگرایی یورو، یورو را به عنوان واحد پول خود معرفی کند. قبل از ورود کرواسی به اتحادیه اروپا در ۱ ژوئیه ۲۰۱۳، بوریس وویچیچ، رئیس بانک ملی کرواسی، اظهار داشت که مایل است در اسرع وقت پس از الحاق، کونا را با یورو جایگزین کند. این باید حداقل دو سال پس از پیوستن کرواسی به مکانیزم نرخ ارز اروپایی (علاوه بر رعایت سایر معیارها) باشد. کرواسی در ۱۰ ژوئیه ۲۰۲۰ به مکانیزم نرخ ارز اروپایی پیوست. نخست‌وزیر آندری پلنکوویچ در نوامبر ۲۰۲۰ اظهار داشت که کرواسی قصد دارد در ۱ ژانویه ۲۰۲۳ یورو را به عنوان واحد پول خود تغییر دهد و دولت کرواسی بعداً در دسامبر ۲۰۲۰ یک برنامه اقدام برای پذیرش یورو تصویب کرد.
بسیاری از مشاغل کوچک در کرواسی قبل از الحاق به اتحادیه اروپا بدهی‌هایی به یورو داشتند. کروات‌ها قبلاً از یورو برای اکثر پس‌اندازها و بسیاری از معاملات غیررسمی استفاده می‌کردند. قیمت املاک و مستغلات، وسایل نقلیه موتوری و مسکن بیشتر به یورو معامله می‌شد.
در ۱۸ ژوئیه ۲۰۲۲، ضرابخانه کرواسی شروع به تولید سکه‌های یورو با نقوش ملی کرواسی کرد.